# Jacob Levy Moreno
Jacob Levy Moreno, avstrijsko-ameriški psihiater, mislec in učitelj, * 18. maj 1889, Bukarešta, Romunija, † 14. maj 1974, New York, ZDA.
Moreno je utemeljitelj psihodrame in pionir skupinske psihoterapije.
1. 1 2  SNAC — 2010.
2. ↑  Brockhaus Enzyklopädie
3. ↑  Педагоги и психологи мира — 2012.
4. ↑  Морено Якоб Леви — 3-е изд. — Moskva: Советская энциклопедия, 1969.
5. ↑  data.bnf.fr: platforma za odprte podatke — 2011.